# Elecciones presidenciales de Turkmenistán de 1992
Las elecciones presidenciales fueron un referéndum celebrado en Turkmenistán el 21 de junio de 1992 para legitimar la reelección del presidente Saparmyrat Nyýazow. Fueron las segundas elecciones en el recientemente independizado país tras la disolución de la Unión Soviética en 1991. Sin embargo, no se permitió la participación de la oposición, y Niyazov obtuvo un segundo mandato con el 99.5% de los votos. El país en ese momento era un estado unipartidista, dominado por el Partido Democrático de Turkmenistán. La participación electoral oficial fue del 99.8%.
Aunque las próximas elecciones presidenciales estaban pautadas para 1999, un referéndum constitucional realizado en 1994 hizo que el periodo presidencial de Nyýazow se extendiera hasta el año 2002. El 28 de diciembre de 1999, Nyýazow fue declarado presidente vitalicio por decisión de los miembros del Mejlis. No se celebrarían elecciones presidenciales en el país hasta el año 2007, luego de la muerte de Nyýazow.

## Resultados
| Candidato                 | Partido                             | Votos     | %     |
| ------------------------- | ----------------------------------- | --------- | ----- |
| Saparmyrat Nyýazow        | Partido Democrático de Turkmenistán | 1.874.357 | 99.51 |
| En contra                 | En contra                           | 9.236     | 0.49  |
| Votos en blanco/inválidos | Votos en blanco/inválidos           | 231       | –     |
| Total                     | Total                               | 1.883.824 | 100   |
| Fuente: Nohlen et al.     |                                     |           |       |